# Daniel Pankofer
Daniel Pankofer (* 19. Dezember 1980 in Nürnberg) ist ein ehemaliger deutscher Handballspieler, der zuletzt in der 2. Bundesliga beim HC Rhein Vikings spielte.

## Karriere
Pankofer erlernte das Handballspielen beim TV 1877 Lauf. Die nächste Station des damaligen Bayernauswahlspielers war CSG Erlangen. Pankofer spielte anfangs auf der Position Kreismitte und wurde in Erlangen auf Rückraum Mitte sowie Linksaußen umgeschult. Seine nächsten Stationen waren der HSC 2000 Coburg und die SG Leutershausen.
Pankofer wurde anschließend vom dänischen Erstligisten Helsinge verpflichtet, der mit Hillerød zu Nordsjælland Håndbold fusionierte. Im Februar 2007 löste er seinen Vertrag auf und schloss sich dem deutschen Zweitligisten SV Post Schwerin an. 2009 wechselte Pankofer zum griechischen Erstligisten AC Diomidis Argous, mit dem er am EHF-Pokal teilnahm. Nachdem der Rechtshänder in der Saison 2009/10 von den Trainern der höchsten griechischen Liga zum „Spieler des Jahres“ gewählt worden war, kehrte er nach Erlangen zurück. Er lief insgesamt vier Spielzeiten für Erlangen in der 2. Bundesliga auf, bevor ihm in der Saison 2013/14 der Aufstieg in die Bundesliga gelang. Im Sommer 2014 wechselte er zum Zweitligisten VfL Bad Schwartau. Nach der Saison 2015/16 wechselte er zum Drittligisten Neusser HV. Mit Neuss stieg er 2017 in die 2. Bundesliga auf. Seitdem treten die Männermannschaften von Neuss und der HSG Düsseldorf als HC Rhein Vikings an. Nach der Saison 2017/18 beendete er seine Karriere. Anschließend übernahm Pankofer den Posten des Geschäftsführers bei den Rhein Vikings, den er bis November 2019 innehatte. Am 1. Januar 2020 wurde er Geschäftsführer beim VfL Bad Schwartau. Nach der Saison 2024/25 verließ er den VfL Bad Schwartau und wechselte in die Geschäftsführung des HC Erlangen.